# الزيتونة (اللاذقية)
الزيتونة (تعرف أيضاً ب زيتونة-زيتونجك، Zeytincik بالتركي) قرية سورية تتبع ناحية قسطل معاف في منطقة مركز اللاذقية في محافظة اللاذقية. بلغ عدد سكانها 813 نسمة في عام 2004 حسب إحصاء المكتب المركزي للإحصاء.

## سكانها
تقع بالقرب من بحيرة بلوران. سكان القرية خليط من العلويين والتركمان. من أبناء القرية المطربين الأخوين: علي الديك و حسين الديك.